# 손준혁
손준혁(1984년 1월 27일 ~ )은 음악 그룹 M To M에 속해 있는 가수로, 현재 소속사는 뮤니트 엔터테인먼트이며, 대표이다. 그룹 M To M의 초기 멤버로서 현재 SG 워너비 멤버중 한사람인, 김진호와 같이 M To M을 결성했다.

## 음반

### 정규 앨범
- 1집 《사랑한다 말해줘》
- 2집 《M To M》
- 3집 《The Colorful Voices》